# Indexregister
Indexregister är en typ av processorregister som används för att modifiera ett datorprograms interna adress, som är relativt till programmets startadress, till en absolut adress i primärminnet där programmet exekveras.
Indexregistret laddas vid exekveringens start med adressen i primärminnet där programmets laddats in. Indexregistrets innehåll adderas sedan med programmets interna adress för att få fram den absoluta adressen i primärminnet processorn skall använda vid exekvering av det interna kommandot i programmet.
Indexregister började användas i processorer 1949.